# Campionati mondiali di ginnastica aerobica 2012
I Campionati mondiali di ginnastica aerobica 2012 sono stati la 12ª edizione della competizione organizzata dalla Federazione Internazionale di Ginnastica.
Si sono svolti a Sofia, in Bulgaria, dall'1 al 3 giugno 2012. Per la prima volta sono state disputate le competizioni di danza e di step.

## Medagliere
| Pos.   | Nazione       | Oro | Argento | Bronzo | Totale |
| ------ | ------------- | --- | ------- | ------ | ------ |
| 1      | Cina          | 4   | 0       | 2      | 6      |
| 2      | Spagna        | 3   | 0       | 0      | 3      |
| 3      | Romania       | 1   | 3       | 2      | 6      |
| 4      | Francia       | 0   | 3       | 1      | 4      |
| 5      | Russia        | 0   | 1       | 1      | 2      |
| 6      | Corea del Sud | 0   | 1       | 0      | 1      |
| 7      | Austria       | 0   | 0       | 1      | 1      |
| 7      | Mongolia      | 0   | 0       | 1      | 1      |
| Totale | Totale        | 8   | 8       | 8      | 24     |

## Podi
| Evento                | Oro         | Argento       | Bronzo      |
| Individuale maschile  | Ivan Parejo | Mircea Zamfir | Liangfa Li  |
| Individuale femminile | Sara Moreno | Aurelie Joly  | Lubov Gazov |
| Coppia mista          | Spagna      | Romania       | Russia      |
| Trio                  | Cina        | Corea del Sud | Romania     |
| Gruppo                | Cina        | Francia       | Romania     |
| Danza                 | Cina        | Romania       | Francia     |
| Step                  | Cina        | Russia        | Mongolia    |
| Gara a squadre        | Romania     | Francia       | Cina        |